# Jurinella zeteki
Jurinella zeteki là một loài ruồi trong họ Tachinidae.